# Robert Vanderstockt
Robert Vanderstockt (Carnières, 11 de maig de 1924 - Carnières, 27 de desembre de 1994) va ser un ciclista belga, que fou professional entre 1949 i 1955. La Volta a Luxemburg de 1953 fou la principal victòria aconseguida en els seus anys de ciclista.

## Palmarès
- 1949
  - Campió de Bèlgica indenpendent
- 1950
  - 1r al Tour de Doubs
- 1951
  - 1r a Izegem
- 1952
  - 1r a la Roubaix-Huy
  - 1r a Tongeren
  - Vencedor d'una etapa de la Volta a Bèlgica
- 1953
  - 1r a la Volta a Luxemburg i vencedor de 2 etapes
  - 1r a Izegem
  - 1r a Soignies
  - Vencedor d'una etapa de la Volta a Bèlgica

### Resultats al Tour de França
- 1952. Abandona (8a etapa)
- 1953. Abandona (11a etapa)

### Resultats al Giro d'Itàlia
- 1955. 76è de la classificació general